# Fördraget i Greifswald
Fördraget i Greifswald var ett fördrag som slöts 28 oktober 1715 under stora nordiska kriget. Georg I av Storbritannien och kurfurste av Hannover försäkrades om rysk neutralitet vid sin annektering av den svenska besittningen Bremen-Verden, vilket man hade förhandlat sig till i fördraget i Berlin (1715). I gengäld  accepterade Georg I Rysslands annektering av svenska Ingermanland, Estland med Reval och Karelen.